# Vitörad monark
Vitörad monark (Carterornis leucotis) är en fågel i familjen monarker inom ordningen tättingar.

## Utseende och läte
Vitörad monark är en liten tätting med lång stjärt och slank näbb. Den är mestadels svart ovan och ljusgrå under, med vita vingpaneler och olika vita fläckar i ansiktet. På nära håll syns tydliga borst kring näbben. Sången består av en fyrtonig vissling. Även ett sorgsamt fallande "meet-choooo" kan höras.

## Utbredning och systematik
Fågeln återfinns i nordöstra Australien (från bergskedjan McIlwraith i Queensland till längst i nordost i New South Wales). Den behandlas som monotypisk, det vill säga att den inte delas in i några underarter.

## Levnadssätt
Vitörad monark hittas i fuktigare skogar utmed östra Asutraliens kust. Den födosöker aktivt i yttre delarna av medelhöga buskage och småträd.

## Status
Arten har ett stort utbredningsområde och beståndet anses vara stabilt. Internationella naturvårdsunionen IUCN listar den därför som livskraftig (LC).